# Systropus tipuloides
Systropus tipuloides är en tvåvingeart som beskrevs av John Obadiah Westwood 1876. Systropus tipuloides ingår i släktet Systropus och familjen svävflugor. Inga underarter finns listade i Catalogue of Life.